# 기본권의 충돌
기본권의 충돌이란 헌법의 개념으로 서로 다른 기본권의 주체가 상충하는 권익을 실현하기 위하여 국가에 대하여 각기 대립되는 기본권의 효력을 주장하는 경우를 말한다. 기본권의 충돌은 다음과 같은 해결방법이 있다.

## 해결방법

### 이익형량에 의한 방법
개별사건 마다 충돌하는 기본권의 보호이익을 형량하여 '보다 중요한' 내지 보다 우월한 이익을 보장하고 덜 중요한 이익을 유보시키는 방식이다.
a.상위 기본권 우선 원칙, b.인격적 가치 우선 원칙, c.자유 우선원칙

### 규범조화적 해석에 의한 방법
이익형량에 의한 방법으로 해석할 경우 한쪽으로 치우치는 권리의 부분적 면이 사라지는 것을 지양한다.
규범조화적 해석의 의한 방법에는 a.과잉 금지의 방법, b.대안식 해결 방법, c.최후수단이 있다.

### 서열이론에 의한 방법
충돌하는 기본권 간에 존재하는 위계질서의 확정을 통해 스스로 해결하는 방법이다. 그러나 충돌하는 기본권 간에 서열을 정하는 것은 쉬운 일이 아닐 뿐더러, 헌법 통일적 해석의 원칙에도 위배된다. 학계에서는 정신적 기본권과 경제적 기본권이 충돌하는 경우에 정신적 기본권이 우월하다는 견해가 있지만, 다른 기본권에 대하여 어떤 경우에도 절대적 우위가 인정되는 기본권은 인간의 존엄과 가치 뿐이다.

## 판례

### 기본권의 충돌 시 심사 방법
- 기본권이 충돌하는 경우 헌법의 통일성을 유지하기 위하여 상충하는 기본권 모두 최대한으로 그 기능과 효력을 발휘할 수 있도록 조화로운 방법이 모색되어야 한다[1]
- 서로 다른 기본권 주체의 충돌하는 기본권을 조정하는 법률조항에 대하여 한 기본권 주체가 기본권침해를 주장하여 헌법소원을 제기한 경우, 기본권의 서열이론, 법익형량의 원칙, 형평성의 원칙, 실제적 조화의 원칙 등 기본권 충돌을 조정하는 헌법원칙을 적용하여 문제를 해결하여야 한다.[2]

## 같이 보기
- 기본권의 경합